# P2RY12
P2RY12 (англ. Purinergic receptor P2Y12) – білок, який кодується однойменним геном, розташованим у людей на короткому плечі 3-ї хромосоми.  Довжина поліпептидного ланцюга білка становить 342 амінокислот, а молекулярна маса — 39 439.
| 10         |  | 20         |  | 30         |  | 40         |  | 50         |
| ---------- |  | ---------- |  | ---------- |  | ---------- |  | ---------- |
| MQAVDNLTSA |  | PGNTSLCTRD |  | YKITQVLFPL |  | LYTVLFFVGL |  | ITNGLAMRIF |
| FQIRSKSNFI |  | IFLKNTVISD |  | LLMILTFPFK |  | ILSDAKLGTG |  | PLRTFVCQVT |
| SVIFYFTMYI |  | SISFLGLITI |  | DRYQKTTRPF |  | KTSNPKNLLG |  | AKILSVVIWA |
| FMFLLSLPNM |  | ILTNRQPRDK |  | NVKKCSFLKS |  | EFGLVWHEIV |  | NYICQVIFWI |
| NFLIVIVCYT |  | LITKELYRSY |  | VRTRGVGKVP |  | RKKVNVKVFI |  | IIAVFFICFV |
| PFHFARIPYT |  | LSQTRDVFDC |  | TAENTLFYVK |  | ESTLWLTSLN |  | ACLDPFIYFF |
| LCKSFRNSLI |  | SMLKCPNSAT |  | SLSQDNRKKE |  | QDGGDPNEET |  | PM         |

A: Аланін

C: Цистеїн

D: Аспарагінова кислота

E: Глутамінова кислота

F: Фенілаланін

G: Гліцин

H: Гістидин

I: Ізолейцин

K: Лізин

L: Лейцин

M: Метіонін

N: Аспарагін

P: Пролін

Q: Глутамін

R: Аргінін

S: Серин

T: Треонін

V: Валін

W: Триптофан

Кодований геном білок за функціями належить до рецепторів, g-білокспряжених рецепторів, білків внутрішньоклітинного сигналінгу, фосфопротеїнів. 
Задіяний у таких біологічних процесах як зсідання крові, гемостаз, поліморфізм. 
Локалізований у клітинній мембрані, мембрані.